# Plegoperla borggreenae
Plegoperla borggreenae är en bäcksländeart som beskrevs av Joachim Illies 1965. Plegoperla borggreenae ingår i släktet Plegoperla och familjen Gripopterygidae. Inga underarter finns listade i Catalogue of Life.